# 에슬뢰브

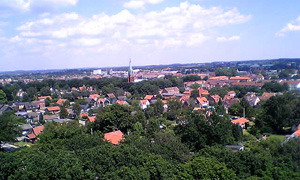
에슬뢰브

에슬뢰브(스웨덴어: Eslöv)는 스웨덴, 스코네주의 도시이다. 2005년의 인구는 16,551명이었다.

## 역사
에슬뢰브는 철도 시대 전까지 작은 마을에 불과했다. 1858년에 스톡홀름과 말뫼를 잇는 철로 상에 한 역이 문을 열었다. 1860년대에 더 많은 철로가 건설되었고 에슬뢰브는 6 군데를 잇는 환승역이 되었다. 인구가 성장을 지속하여 1875년에 1,240명에 달했으며 쾨핑 (Köping, market town)의 지위를 얻었다. 1911년의 인구는 5,400 명이었으며 스타트 (stad, Town privileges)의 지위를 얻었다. 인구가 지속적으로 늘어나 1951년에 7,000 명, 1964년에 11,000 명, 1995년에 15,000명에 달했다. 1971년 지방 정부 개혁으로 에슬뢰브는 에슬뢰브 시가 되었고, 오늘날 상주인구가 30,000명 이상이다.

## 참고
1. ↑  “Tätorternas landareal, folkmängd och invånare per km2 2000 och 2005” (스웨덴어). Statistics Sweden. 2011년 4월 26일에 원본 문서 (xls)에서 보존된 문서. 2009년 5월 10일에 확인함.